# Puccinia polliniae
Puccinia polliniae är en svampart som beskrevs av Barclay 1889. Puccinia polliniae ingår i släktet Puccinia och familjen Pucciniaceae.   Inga underarter finns listade i Catalogue of Life.